# 1973 în științifico-fantastic
- 1972 în științifico-fantastic — 1973 în științifico-fantastic — 1974 în științifico-fantastic

1973 în științifico-fantastic a implicat o serie de evenimente:
- mai - apare primul număr al seriei italiene de romane fantastice Fantacollana: I gioielli di Aptor de Samuel Delany.[1]

## Nașteri și decese

### Nașteri
- Christian von Aster
- Max Barry
- Oliver Henkel
- Boris Koch
- Anne Leinonen
- Ulrike Nolte
- Naomi Novik
- Mur Lafferty

### Decese
- Neil M. Gunn (n. 1891)
- Guido Morselli (n. 1912)
- Robert C. O’Brien (n. 1918)

## Cărți

### Romane
- Assignment Nor'Dyren de Sydney J. Van Scyoc
- Bloodhype de Alan Dean Foster
- Crash de James Graham Ballard
- Crusade in Jeans de Thea Beckman
- Hiero's Journey de Sterling Lanier
- The Infinite Man de Daniel F. Galouye
- Un flăcău din infern de Arkadi și Boris Strugațki
- The Man Who Folded Himself de David Gerrold
- The Man Who Loved Mars de Lin Carter
- More Things in Heaven de John Brunner
- The Other Log of Phileas Fogg de Philip José Farmer
- The People of the Wind de Poul Anderson
- Protector de Larry Niven
- The Quincunx of Time de James Blish
- The Reincarnation of Peter Proud de Max Ehrlich
- Rendezvous with Rama de Arthur C. Clarke
- Sky Pirates of Callisto de Lin Carter
- Star Smashers of the Galaxy Rangers de Harry Harrison
- The Suns of Scorpio de Kenneth Bulmer
- Time Enough for Love de Robert A. Heinlein
- To Die in Italbar de Roger Zelazny
- Tony Hale, Space Detective de Hugh Walters
- Trullion: Alastor 2262 de Jack Vance
- The Ultimate Solution de Eric Norden
- The Unsleeping Eye de David G. Compton
- Warrior of Scorpio de Kenneth Bulmer
- When the Green Star Calls de Lin Carter
- A Wind in the Door de Madeleine L'Engle

### Colecții de povestiri
- The 1973 Annual World's Best SF, antologie editată de  Donald A. Wollheim și Arthur W. Saha
- The Book of Frank Herbert, colecție de 10 povestiri scrise de Frank Herbert
- Blondul împotriva umbrei sale de Leonida Neamțu
- Gates to Tomorrow: An Introduction to Science Fiction, antologie editată de Andre Norton și Ernestine Donaldy
- New Dimensions 3, colecție de povestiri scrise de Robert Silverberg
- The Star Road, colecție de povestiri scrise de Gordon R. Dickson
- Tomorrow Lies in Ambush, colecție de povestiri scrise de Bob Shaw
- Universe 3, antologie editată de Terry Carr
- Wanderers Of Time, colecție de povestiri scrise de John Wyndham

### Povestiri
- „Cei care pleacă din Omelas” de Ursula K. Le Guin
- „O sută de ani” de Dragomir Horomnea
- "Something Up There Likes Me" de Alfred Bester
- „The Girl Who Was Plugged In” de Alice Sheldon (ca James Tiptree Jr.)

## Filme
| Titlu                                    | Regizor           | Distribuție                                                                          | Țara                                                                     | Sub-Gen /Note    |
| ---------------------------------------- | ----------------- | ------------------------------------------------------------------------------------ | ------------------------------------------------------------------------ | ---------------- |
| Bătălia pentru planeta maimuțelor        | J. Lee Thompson   | Roddy McDowall, Claude Akins, Natalie Trundy, Severn Darden                          | Statele Unite ale Americii                                               |                  |
| The Day of the Dolphin (Ziua delfinului) | Mike Nichols      | George C. Scott, Trish Van Devere, Paul Sorvino                                      | Statele Unite ale Americii                                               |                  |
| Fantastic Planet (Planeta sălbatică)     | René Laloux       |                                                                                      | Franța · Cehoslovacia                                                    | Film de animație |
| The Final Programme                      | Robert Fuest      | Jon Finch, Jenny Runacre, Patrick Magee                                              | Regatul Unit al Marii Britanii și al Irlandei de Nord                    |                  |
| Godzilla vs. Megalon                     | Jun Fukuda        | Katsuhiko Sasaki, Hiroyuki Kawase, Yutaka Hayashi                                    | Japonia · Statele Unite ale Americii                                     |                  |
| Idaho Transfer                           | Peter Fonda       | Keith Carradine                                                                      | Statele Unite ale Americii                                               |                  |
| Invasion of the Bee Girls                | Denis Sanders     | William Smith, Claudia Jennings, Andre Philippe                                      | Statele Unite ale Americii                                               |                  |
| Sleeper (Adormitul)                      | Woody Allen       | Woody Allen, Diane Keaton, John Beck                                                 | Statele Unite ale Americii                                               | [ 3 ]            |
| Soylent Green (Hrana verde)              | Richard Fleischer | Charlton Heston, Edward G. Robinson, Leigh Taylor-Young, Chuck Connors, Brock Peters | Statele Unite ale Americii                                               | [ 4 ]            |
| Westworld (Lumea roboților)              | Michael Crichton  | Yul Brynner, Richard Benjamin, James Brolin                                          | Statele Unite ale Americii                                               |                  |
| Who?                                     | Jack Gold         | Elliott Gould, Trevor Howard, Joseph Bova                                            | Regatul Unit al Marii Britanii și al Irlandei de Nord · Germania de Vest | [ 5 ] [ 6 ]      |

## Premii

### Premiul Hugo
Premiile Hugo decernate la Worldcon pentru cele mai bune lucrări apărute în anul precedent:
- Premiul Hugo pentru cel mai bun roman:[8] Zeii înșiși -- The Gods Themselves de Isaac Asimov
- Premiul Hugo pentru cea mai bună nuvelă: Goat Song de Poul Anderson
- Premiul Hugo pentru cea mai bună povestire:   Eurema’s Dam de R. A. Lafferty
- Premiul Hugo pentru cea mai bună prezentare dramatică:
- Premiul Hugo pentru cea mai bună revistă profesionistă:
- Premiul Hugo pentru cel mai bun fanzin:

### Premiul Nebula
Premiile Nebula acordate de Science Fiction and Fantasy Writers of America pentru cele mai bune lucrări apărute în anul precedent:
- Premiul Nebula pentru cel mai bun roman:[9] Rendezvous with Rama de Arthur C. Clarke
- Premiul Nebula pentru cea mai bună nuvelă:
- Premiul Nebula pentru cea mai bună povestire: Love Is the Plan the Plan Is Death  de James Tiptree, Jr.

### Premiul Locus
- Premiul Locus pentru cel mai bun roman: The Gods Themselves de Isaac Asimov

### Premiul BSFA
- Premiul BSFA pentru cel mai bun roman: The Gods Themselves de Isaac Asimov

### Premiul Saturn
Premiile Saturn sunt acordate de Academy of Science Fiction, Fantasy and Horror Films:
- Premiul Saturn pentru cel mai bun film științifico-fantastic: Hrana verde -- Soylent Green regizat de Richard Fleischer